# Oscar Taborda
Oscar Taborda (Rosario, 1959) es un escritor, poeta y editor argentino. Su primera novela, Las carnes se asan al aire libre (1997), fue elogiada por críticos, la ensayista Beatriz Sarlo, la poeta Beatriz Vignoli y la novelista Selva Almada. Su obra se encuentra caracterizada por la presencia del paisaje fluvial del río Paraná.

## Biografía
Oscar Taborda nació en 1959 en la ciudad de Rosario, provincia de Santa Fe, Argentina.
En 1993, publicó su primer libro, la novela en verso 40 watt. Tres años después, en 1996, editó su primera novela, Las carnes se asan al aire libre, acerca del crimen que comete un trío de amigos en el río Paraná.
En el 2008, se convirtió en el director de la Editorial Municipal de Rosario, donde contribuyó a la publicación de autores de las provincias de Santa Fe, Entre Ríos, Corrientes y Misiones, como Aldo Oliva y Emilia Bertolé.
En el 2015, publicó su segundo poemario, La ciencia ficción. En el 2016, la editorial Mardulce reeditó su primera novela, que fue elogiada por la ensayista Beatriz Sarlo, la poeta Beatriz Vignoli y la novelista Selva Almada. En su reseña para el diario La Nación, el escritor Elvio Gandolfo elogió su «uso original y poderoso de la ciudad de Rosario y sus islas».
En el 2020, publicó su segunda novela, Sumisión.

## Obra

### Novela
- Las carnes se asan al aire libre (1996, Editorial Municipal de Rosario; 2016, Mardulce)
- Sumisión (2020, Eduner)

### Poesía
- 40 watt (1993, Beatriz Viterbo; 2017, Neutrinos)
- La ciencia ficción (2015, Vox)